# Liste bekannter Physiker in anderen Berufsfeldern
Diese Seite enthält eine Auflistung bekannter Personen, die als Physiker ausgebildet wurden, dann aber beruflich außerhalb der Physik tätig sind oder waren.
| Name                    | geb. | gest. | bekannt als |
| ----------------------- | ---- | ----- | --- |
| Eugen Altschul          | 1887 | 1959  | deutscher Ökonom und Konjunkturforscher |
| Karl Heinz Beckurts     | 1930 | 1986  | deutscher Manager, Mitglied im Vorstand der Siemens AG (1980–86) und RAF-Opfer                                                             |
| František Běhounek      | 1898 | 1973  | tschechischer Schriftsteller |
| Salah ad-Din al-Bitar   | 1912 | 1980  | syrischer Politiker, Ministerpräsident (1960er Jahre)                                                                                      |
| Wolfgang Bordel         | 1951 | 2022  | deutscher Theaterintendant |
| Werner Breitschwerdt    | 1927 | 2021  | deutscher Manager, Vorstandsvorsitzender der Daimler-Benz AG (1983–87)                                                                     |
| Reinhard Breuer         | 1946 |       | deutscher Wissenschaftsjournalist, Chefredakteur von Spektrum der Wissenschaft (1998–2010)                                                 |
| Joachim Bublath         | 1943 |       | deutscher Fernsehmoderator |
| Jimmy Carter            | 1924 | 2024  | US-amerikanischer Präsident der Vereinigten Staaten (1977–81)                                                                              |
| Gottfried Curio         | 1960 |       | deutscher Politiker (AfD), Bundestagsabgeordneter                                                                                          |
| Madhu Dandavate         | 1924 | 2005  | indischer Politiker, Unabhängigkeitskämpfer, Abgeordneter und Minister (1977–79, 1989/90)                                                  |
| Volkmar Denner          | 1956 |       | deutscher Manager, Vorsitzender der Geschäftsführung der Robert Bosch GmbH (seit 2012)                                                     |
| Valdis Dombrovskis      | 1971 |       | lettischer Politiker, Ministerpräsident (2009–13)                                                                                          |
| Vince Ebert             | 1968 |       | deutscher Kabarettist |
| Walter Richard Gerlich  | 1908 | 1981  | deutscher Pädagoge und Politiker (CDU), Bundestagsabgeordneter                                                                             |
| Reiner Haseloff         | 1954 |       | deutscher Politiker (CDU), Ministerpräsident von Sachsen-Anhalt (seit 2011)                                                                |
| Roland Hüttenrauch      | 1928 | 2006  | deutscher Vorstand der Stiftung Warentest (1967–1994)                                                                                      |
| Dejan Ilic              | 1957 |       | deutscher Manager, Vorstandsvorsitzender der ARRI AG (2007–09)                                                                             |
| Erdal İnönü             | 1926 | 2007  | türkischer Politiker, Außenminister (1995)                                                                                                 |
| Gregory Jaczko          | 1970 |       | US-amerikanischer Regierungsbeamter, Vorsitzender der Atomaufsichtsbehörde Nuclear Regulatory Commission (2009–12)                         |
| Henning Kagermann       | 1947 |       | deutscher Manager, Vorstandssprecher der SAP AG (2003–09)                                                                                  |
| Naoto Kan               | 1946 |       | japanischer Politiker, Premierminister (2010–11)                                                                                           |
| Ephraim Katzir          | 1916 | 2009  | israelischer Politiker, Staatspräsident (1973–78)                                                                                          |
| Marion S. Kellogg       | 1920 | 2004  | US-amerikanische Managerin und Unternehmensberaterin, erste Vizepräsidentin von General Electric (1974–83)                                 |
| Stefan Klein            | 1965 |       | deutscher Wissenschaftsjournalist |
| Jürgen Kluge            | 1953 |       | deutscher Manager, Leiter des deutschen Büros von McKinsey & Company (1999–2006)                                                           |
| Oskar Lafontaine        | 1943 |       | deutscher Politiker, Ministerpräsident des Saarlandes (1985–98) und Bundesminister der Finanzen (1998–99)                                  |
| Hans Joachim Langmann   | 1924 | 2021  | deutscher Unternehmer und Vorsitzender des Bundesverbandes der Deutschen Industrie (1985–86)                                               |
| Terry Le Sueur          | 1942 |       | britischer Politiker, Chief Minister von Jersey (2008–11)                                                                                  |
| Harald Lesch            | 1960 |       | deutscher Astrophysiker und Fernsehmoderator                                                                                               |
| Günther Leue            | 1924 | 2010  | deutscher Managementberater und IT-Unternehmer                                                                                             |
| Siegmund Loewe          | 1885 | 1962  | deutscher Industrieller, Gründer und Eigentümer der Firma Loewe                                                                            |
| Walter von Lucadou      | 1945 |       | deutscher Parapsychologe |
| Kazimierz Marcinkiewicz | 1959 |       | polnischer Politiker, Ministerpräsident (2005–06)                                                                                          |
| Brian May               | 1947 |       | britischer Gitarrist, Gründungsmitglied der Rockband Queen                                                                                 |
| Angela Merkel           | 1954 |       | deutsche Politikerin, Bundeskanzlerin der Bundesrepublik Deutschland (2005–21) und CDU-Vorsitzende (2000–18)                               |
| Robert Moog             | 1934 | 2005  | US-amerikanischer Pionier der elektronischen Musik, Erfinder des Moog-Synthesizers                                                         |
| Claudia Nemat           | 1968 |       | deutsche Unternehmensberaterin und Managerin, Vorstandsmitglied der Deutschen Telekom (seit 2011)                                          |
| Thomas de Padova        | 1965 |       | deutscher Wissenschaftsjournalist und Fachbuchautor                                                                                        |
| Helmut Panke            | 1946 |       | deutscher Manager, Vorstandsvorsitzender von BMW (2002–06)                                                                                 |
| Jean Pütz               | 1936 |       | deutsch-luxemburgischer Wissenschaftsjournalist und Fernsehmoderator                                                                       |
| Randolf Rodenstock      | 1948 |       | deutscher Unternehmer und Wirtschaftsfunktionär                                                                                            |
| Oskar Sala              | 1910 | 2002  | deutscher Komponist |
| Dagmar Schipanski       | 1943 | 2022  | deutsche Politikerin, Thüringer Ministerin für Wissenschaft, Forschung und Kunst (1999–2004), Präsidentin des Thüringer Landtags (2004–09) |
| Detlev Schönauer        | 1953 |       | deutscher Kabarettist |
| Bernd Seidel            | 1949 |       | deutscher Politiker (SED), Oberbürgermeister der Stadt Leipzig (1986–89)                                                                   |
| Rajnath Singh           | 1951 |       | indischer Politiker (BJP), Innenminister (seit 2014)                                                                                       |
| Javier Solana           | 1942 |       | spanischer Politiker, Generalsekretär der NATO (1995–99) und des Rates der Europäischen Union (1999–2009)                                  |
| Richard Stallman        | 1953 |       | US-amerikanischer Programmierer, Aktivist und Gründer der Free Software Foundation                                                         |
| Klaus Tschira           | 1940 | 2015  | deutscher Unternehmer, SAP-Mitgründer |
| Ross Ulbricht           | 1984 |       | US-amerikanischer Gründer und Erstbetreiber des Online-Schwarzmarkts Silk Road                                                             |
| Alison Uttley           | 1884 | 1976  | britische Schriftstellerin |
| Joe Viera               | 1932 | 2024  | deutscher Jazz-Saxophonist und -pädagoge                                                                                                   |
| Michael Winkler         | 1957 |       | rechtsextremer deutscher Kolumnist und Autor von politischen Schriften, Science-Fiction- und Fantasy-Romanen                               |
| Martin Winterkorn       | 1947 |       | deutscher Manager, Vorstandsvorsitzender von Volkswagen (2007–15) und CEO von Audi (2002–06)                                               |
| Freda Wuesthoff         | 1896 | 1956  | deutsche Pazifistin |
| Ranga Yogeshwar         | 1959 |       | luxemburgischer Redakteur und Fernsehmoderator                                                                                             |

Anhang: bekannte Personen, die ihr Physikstudium nicht beendeten
| Name           | geb. | gest. | bekannt als                                                                         |
| -------------- | ---- | ----- | ----------------------------------------------------------------------------------- |
| Sabine Dittmar | 1964 |       | deutsche Politikerin (SPD), Bundestagsabgeordnete                                   |
| Jürgen Dueball | 1943 | 2002  | deutscher Schachmeister, Go- und Bridgespieler                                      |
| Henry Hübchen  | 1947 |       | deutscher Schauspieler und Komponist                                                |
| Heinz Nixdorf  | 1925 | 1986  | deutscher Computerpionier und Unternehmer                                           |
| Edzard Reuter  | 1928 | 2024  | deutscher Manager, Vorstandsvorsitzender der Daimler-Benz AG (1987–95)              |
| Peter Uebersax | 1925 | 2011  | Schweizer Journalist, Chefredaktor der Boulevardzeitung Blick (1961–62 und 1980–86) |
| Bodo Wartke    | 1977 |       | deutscher Musikkabarettist, Liedermacher und Schauspieler                           |